# جانلوئیجی بیانکو
جانلوئیجی بیانکو (انگلیسی: Gianluigi Bianco؛ زادهٔ ۱۱ مهٔ ۱۹۸۹) بازیکن فوتبال اهل ایتالیا است.
از باشگاه‌هایی که در آن بازی کرده‌است می‌توان به باشگاه فوتبال کرمونزه، باشگاه فوتبال فروزینونه، باشگاه فوتبال سمپدوریا، باشگاه فوتبال بنونتو، باشگاه فوتبال ساسولو، باشگاه فوتبال امپولی، باشگاه فوتبال آولینو، و باشگاه فوتبال ویچنزا اشاره کرد.
وی همچنین در تیم ملی فوتبال زیر ۲۰ سال ایتالیا بازی کرده‌است.